# Uliuc, Timiș
Uliuc, alternativ Uiluc, (în maghiară Temesújlak, în trad. "Satu Nou de Timiș"), este un sat în comuna Sacoșu Turcesc din județul Timiș, Banat, România.

## Localizare
Se situează în centrul județului Timiș, pe malul stâng al râului Timiș, la vărsarea râului Pogăniș în râul Timiș. Distanța pe șosea față de municipiul Timișoara este de circa 20 km. Satul are stație de cale ferată proprie la linia Timișoara-Buziaș.

## Istorie

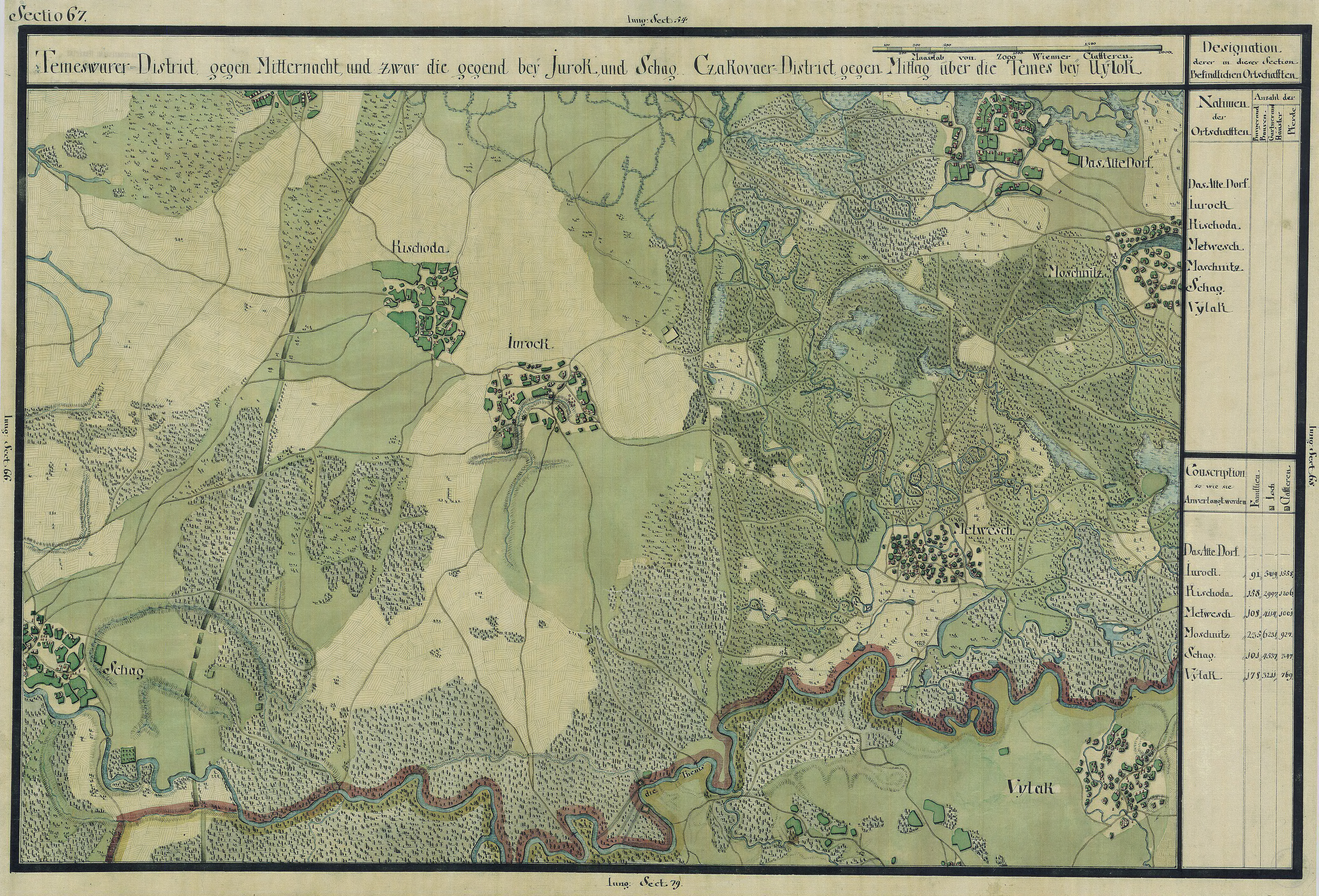
Uliuc în Harta Iosefină a Banatului, 1769-72

Localitatea are o vechime de aproape 300 de ani. Este menționată documentar pentru prima dată pe harta Contelui Mercy din 1723-1725, cu numele de Villock. S-a mai numit și Vyrack. Administrația maghiară i-a dat numele de Ujlak, iar după 1913 Temesujlák. Locuitorii au fost din totdeauna români ortodocși. Biserica ortodoxă s-a construit în 1922.

## Vestigii
În 1907, pe teritoriul localității au fost descoperite un vârf de lance din fier și două străchini de culoare albastră-cenușie, din epoca romană, aflate în prezent în patrimoniul Muzeului Timișoara.